# مجموعة بورصات اليابان
مجموعة بورصات اليابان هي شركة يابانية للخدمات المالية تدير عدة بورصات للأوراق المالية بما في ذلك بورصة طوكيو للأوراق المالية وبورصة أوساكا للأوراق المالية. تم تشكيلها من خلال دمج الشركتين في 1 يناير 2013.
تعتبر ثالث أكبر بورصة في العالم، بعد بورصة نيويورك وبورصة ناسداك، وبالتالي أكبر بورصة في آسيا. 

## روابط خارجية
- الموقع الرسمي
- الموقع الرسمي

### بورصة طوكيو
- الموقع الرسمي
- الموقع الرسمي
- الموقع الرسمي
- الموقع الرسمي

### بورصة أوساكاللأوراق المالية
- الموقع الرسمي
- الموقع الرسمي

### تنظيم بورصة اليابان
- الموقع الرسمي
- الموقع الرسمي

### شركة اليابان لمقاصة الأوراق المالية
- الموقع الرسمي
- الموقع الرسمي